# Глухий заясенний африкат
Глухи́й зая́сенний африка́т — приголосний звук, що існує в деяких мовах. У Міжнародному фонетичному алфавіті записується як ⟨t͡ʃ⟩, ⟨t͜ʃ⟩ або ⟨tʃ⟩ (раніше — ⟨ʧ⟩); у широкій транскрипції — як  ⟨c⟩. Твердий шиплячий приголосний, африкат. В українській мові цей звук передається на письмі літерою ч. Середній за твердістю у ряду шиплячих африкатів /t͡ɕ/—/t͡ʃ/—/ʈ͡ʂ/.
Деякі науковці використовують символ /t͡ʃ/ для позначення глухого ретрофлексного африката /ʈ͡ʂ/ або глухого ясенно-твердопіднебінного африката /t͡ɕ/. У першому випадку, власне глухий заясенний африкат записують як /t͡ʃʲ/.

## Назва
- Глуха заясенна африката
- Глухий заясенний африкат
- Глухий заясенний зімкненно-щілинний приголосний
- Глуха пост-альвеолярна африката
- Глуха пост-альвеолярний африкат (англ. Voiceless postalveolar affricate)
- Глуха пост-альвеолярний зімкненно-щілинний приголосний
- Глуха піднебінно-ясенна арифриката
- Глухий піднебінно-ясенний арифрикат
- Глухий піднебінно-ясенний зімкненно-щілинний приголосний
- Глуха палато-альвеолярна арифриката
- Глухий палато-альвеолярний арифрикат (англ. Voiceless palato-alveolar affricate)
- Глухий палато-альвеолярний зімкненно-щілинний приголосний

## Властивості
Властивості глухого заясенного африката:
- Тип фонації — глуха, тобто цей звук вимовляється без вібрації голосових зв'язок.
- За способом творення шелесний (сибілянтний) африкативний — спершу повітряний потік повністю перекривається, відтак скеровується по жолобку на спинці язика за місцем творення на гострий кінець зубів, що спричиняє високочастотну турбулентність (дрижання).
- Місце творення — піднебінно-ясенне, тобто він артикулюється передньою спинкою язика позаду ясенного бугорка, а кінчик язика при цьому трохи загнутий й розташований біля твердого піднебіння.
- Ротовий — повітря виходить лише крізь рот.
- Центральний — повітря проходить над центральною частиною язика, а не по боках.
- За механізмом передачі повітря егресивний легеневий, тобто під час артикуляції повітря виштовхується крізь голосовий тракт з легенів, а не з гортані, чи з рота.

## Приклади
| Мова                        | Мова                        | Слово      | МФА           | Значення     | Примітки                                                                               |
| --------------------------- | --------------------------- | ---------- | ------------- | ------------ | -------------------------------------------------------------------------------------- |
| адигейська                  | адигейська                  | чэмы       | [t͡ʃamə]       | корова       |                                                                                        |
| албанська                   | албанська                   | çelur      | [t͡ʃɛluɾ]      | відкрити     |                                                                                        |
| алеутська (діал.)           | алеутська (діал.)           | chamĝul    | [t͡ʃɑmʁul]     | мити         |                                                                                        |
| англійська                  | англійська                  | leach      | [ˈliːt͡ʃ]      | 'leach'      | Див. Англійська фонетика                                                               |
| амхарська                   | амхарська                   | አንቺ        | [ant͡ʃi]       | 'you' f. sg. |                                                                                        |
| арабська (палестинська)     | арабська (палестинська)     | مكتبة      | [ˈmat͡ʃt̪abɐ]   | бібліотека   | Відповідає [k] у стандартній арабській. Див. Арабська фонетика.                        |
| арабська (іракська)         | арабська (іракська)         | كتاب       | [t͡ʃiˈt̪aːb]    | книга        | Відповідає [k] у стандартній арабській. Див. Арабська фонетика.                        |
| азербайджанська             | азербайджанська             | Əkinçi     | [ækint͡ʃi]     | плугар       |                                                                                        |
| баскська                    | баскська                    | txalupa    | [t͡ʃalupa]     | човен        |                                                                                        |
| бенгальська                 | бенгальська                 | চশমা        | [t͡ʃɔʃma]      | 'spectacles' | Див. Бенгальська фонетика                                                              |
| болгарська                  | болгарська                  | чучулига   | [t͡ʃut͡ʃuˈliɡɐ] | 'lark'       |                                                                                        |
| боснійська                  | боснійська                  | Ловћен     | [ɫǒ̞ʋt͡ʃe̞n]     | Ловчен'      | інколи /t͡ʃ/ і /t͡ɕ/ вимовляються як [t͡ʃ] або [ʈ͡ʂ].                                      |
| вірменська (східна)         | вірменська (східна)         | ճնճղուկ    | [t͡ʃənt͡ʃʁuk]   | горобець     |                                                                                        |
| галісійська                 | галісійська                 | cheio      | [ˈt͡ʃejo]      | повний       | /t͡ʃ/ зберігся в галісійській, але злився із /ʃ/ у португальській.                      |
| гебрейська                  | гебрейська                  | תשובה      | [t͡ʃuˈva]      | відповідь    | Див. Гебрейська фонетика                                                               |
| гінді                       | гінді                       | चाय / چاۓ   | [t͡ʃɑːj]       | чай          | Contrasts with aspirated form. Див. Гіндійська фонетика                                |
| гельська                    | гельська                    | slàinte    | [ˈslaːnt͡ʃə]   | здоров'я     | Див. Гельська фонетика                                                                 |
| грецька (кіпрська)          | грецька (кіпрська)          | τζ̌αι       | [t͡ʃe̞]         | і            | Contrasts with /t͡ʃʰː/ and prenasalised [d͡ʒ].                                           |
| грузинська                  | грузинська                  | ჩიხი       | [t͡ʃixi]       | 'impasse'    |                                                                                        |
| коптська (діал.)            | коптська (діал.)            | ϭⲟϩ        | [t͡ʃoh]        | торкатися    |                                                                                        |
| есперанто                   | есперанто                   | ĉar        | [t͡ʃar]        | тому що      |                                                                                        |
| іспанська                   | іспанська                   | chocolate  | [t͡ʃo̞ko̞ˈlät̪e̞]  | шоколад      | Див. Іспанська фонетика                                                                |
| італійська                  | італійська                  | ciao       | [ˈt͡ʃaːo]      | чао          | Див. Італійська фонетика                                                               |
| македонська                 | македонська                 | чека       | [t͡ʃɛka]       | чекати       | Див. Македонська фонетика                                                              |
| малайська                   | малайська                   | cuci       | [t͡ʃut͡ʃi]      | мити         |                                                                                        |
| мальтійська                 | мальтійська                 | bliċ       | [blit͡ʃ]       | 'bleach'     |                                                                                        |
| маратхі                     | маратхі                     | चहा         | [t͡ʃəhɑː]      | чай          | Див. Маратхійська фонетика                                                             |
| німецька (стандартна)       | німецька (стандартна)       | Tschinelle | [t͡ʃʷiˈnɛlə]   | цимбали      | Див. Німецька фонетика                                                                 |
| норвезька                   | норвезька                   | kjøkken    | [t͡ʃøkːen]     | кухня        | Only in some dialects. Див. Norwegian фонетика                                         |
| перська                     | перська                     | چوب        | [t͡ʃʰuːb]      | ліс          | Див. Persian фонетика                                                                  |
| польська (діал.)            | польська (діал.)            | ciemny     | [ˈt͡ʃɛmn̪ɘ]     | темний       | у мазовецьких діалектах /ʈ͡ʂ/ і /t͡ɕ/ зливаються у [t͡ʃ]. У стандартній польській — /ʈ͡ʂ/. |
| португальська (бразильська) | португальська (бразильська) | presente   | [pɾe̞ˈzẽ̞t͡ʃi]   | подарунок    | алофон /t/ перед /i, ĩ/, маргінальний звук. Див. Португальська фонетика                |
| португальська (діал.)       | португальська (діал.)       | tchau      | [ˈt͡ʃaw]       | бувай        | у стандартній мові — лише у запозиченнях.                                              |
| пенджабська                 | пенджабська                 | ਚੌਲ         | [t͡ʃɔːl]       | рис          |                                                                                        |
| румунська                   | румунська                   | cer        | [t͡ʃe̞r]        | небо         | Див. Румунська фонетика                                                                |
| сербська                    | сербська                    | чоколада   | [t͡ʃo̞ko̞ˈɫǎ̠ːd̪a̠] | шоколад      | Може вимовлятися твердо як /ʈ͡ʂ/ для розрізнення з /t͡ɕ/. Див. Сербська фонетика         |
| суахілі                     | суахілі                     | jicho      | [ʄit͡ʃo]       | око          |                                                                                        |
| турецька                    | турецька                    | çim        | [t͡ʃim]        | трава        | Див. Турецька фонетика                                                                 |
| угорська                    | угорська                    | gyümölcslé | [ˈɟymølt͡ʃleː] | сік          | Див. Угорська фонетика                                                                 |
| українська                  | українська                  | чотири     | [t͡ʃo̞ˈtɪrɪ]    | —            | Див. Українська фонетика                                                               |
| французька                  | французька                  | caoutchouc | [kaut͡ʃu]      | гума         | відносно рідко, переважно у запозичених словах. Див. Французька фонетика               |
| хорватська                  | хорватська                  | čokoláda   | [t͡ʃo̞ko̞ˈɫǎ̠ːd̪a̠] | шоколад      | Може вимовлятися як /ʈ͡ʂ/ для розрізнення з /t͡ɕ/. Див. Хорватська фонетика.             |
| чеська                      | чеська                      | morče      | [ˈmo̞rt͡ʃɛ]     | кавія        | Див. Чеська фонетика                                                                   |
| шведська (фін.)             | шведська (фін.)             | tjugo      | [t͡ʃʉːɡʉ]      | двадцять     |                                                                                        |
| шведська (діал.)            | шведська (діал.)            | kärlek     | [t͡ʃæːɭeːk]    | любов        |                                                                                        |

У каталанській, китайській, корейській, польській, російській, тайській і японській використовується глухий ясенно-твердопіднебінний африкат /t͡ɕ/ (м'яке ч). Деякі науковці записують його символом /t͡ʃ/.